# Daniel Roman
Daniel Roman (* 10. Mai 1990 in Los Angeles, Kalifornien, USA) ist ein US-amerikanischer Boxer im Superbantamgewicht. 

## Karriere
Seine Profikarriere begann der Normalausleger erfolgreich mit einem klassischen K.-o.-Sieg in der 1. Runde gegen Christian Cruz am 8. Oktober  2010.
Am 3. September des Jahres 2017 erkämpfte sich Roman den Weltmeisterschaftstitel des Verbandes World Boxing Association (kurz WBA), als er in einem Kampf den bis dahin ungeschlagenen Japaner Shun Kubo (12-0-0) durch Knockout in der 9. Runde bezwang.